# 오쿠도정
오쿠도정(奥戸町)은 도쿄부 미나미카쓰시카군에 존재했던 정이다.

## 역사
- 1889년 5월 1일 -정촌제 시행에 수반해, 미나미카쓰시카군 오쿠도촌이 성립하였다.
- 1930년 11월 3일 - 정으로 승격해 오쿠도정이 되었다.
- 1932년 10월 1일 - 미나미카쓰시카군 전역이 도쿄시에 편입해, 오쿠도정의 구역은 가쓰시카구가 되었다.

## 교통
- 국철 (→ JR동일본)
  - 소부 본선
- 게이세이 전철
  - 본선